# Красногорское (Удмуртия)
Красного́рское (до 1935 года — Святогорское, до 1938 года — Барышниково) (удм. Гордгурезьёс) — село в Удмуртии, административный центр Красногорского района и муниципального образования «Красногорское».

## География
Село находится в 140 километрах к северу от столицы Удмуртии — города Ижевска и в 55 километрах южнее города Глазов. Село украшает каскад из трёх прудов на реке Убыть, вокруг — замечательная по красоте природа, много лесов.

## История
Село Святогорское официально открыто Указом Вятской Духовной Консистории 1 апреля 1837 года. По переписи населения 1873 года в «Святогорском селе Сюрзянской волости Глазовского уезда Вятской губернии» при речке Убыть проживало жителей «22 мужского и 29 женского пола», числилось 10 деревянных домов. В 1891 году становится волостным центром. В августе 1918 года в Святогорье произошло крестьянское восстание против Советской власти, подавленное пришедшим из Глазова отрядом Красной армии под командованием Барышникова. В 1935 году село Святогорское переименовали в Барышниково — в честь первого секретаря Удмуртского обкома ВКП(б), затем, когда того арестовали в тридцатые годы, оно получило своё нынешнее имя — Красногорское.

## Население
| 1959  | 1970  | 1979  | 1989  | 2002  | 2010  | 2012  |
| ----- | ----- | ----- | ----- | ----- | ----- | ----- |
| 2117  | ↗2745 | ↗4037 | ↗4684 | ↘4559 | ↘4425 | ↘4302 |
| 2021  |       |       |       |       |       |       |
| ↘3855 |       |       |       |       |       |       |

В Красногорском проживают почти половина (49.16 %) населения всего района.
Национальный состав
Русские и удмурты приблизительно в одинаковых долях, что характерно для большинства крупных населённых пунктов Удмуртии.

## Экономика
- ОАО «Ростелеком» филиал в УР
- Цех Шарканской трикотажной фабрики
- ГП "Красногорская аптека № 24
- Красногорское районное потребительское общество
- ООО «Энергия»
- ООО «Север»
- ООО «Темп»
- Филиал ГУП УР Удмуртавтодор «Красногорский ДУ»
- Красногорский участок Глазовских электрических сетей
- Красногорский газовый участок филиал Глазовгаз РОАО «Удмуртгаз»
- ГУ УР «Красногорское лесничество»
- «Красногорсклес» филиал ГУ «Удмуртлес»

## Галерея
- Районная доска почёта в центре села
- Красногорский пруд
- Храм Покрова Пресвятой Богородицы